# Borneo-Kleinsthörnchen
Das Borneo-Kleinsthörnchen (Exilisciurus exilis) ist eine Hörnchenart aus der Gattung der Asiatischen Zwerghörnchen (Exilisciurus). Es kommt auf der Insel Borneo vor.

## Merkmale
Das Borneo-Kleinsthörnchen ist das kleinste Hörnchen der Gattung und damit eines der kleinsten Hörnchen weltweit. Es erreicht eine Kopf-Rumpf-Länge von etwa 7,1 bis 7,5 Zentimetern bei einem Gewicht von etwa 17 Gramm. Der Schwanz wird 4,0 bis 5,3 Zentimeter lang und ist damit deutlich kürzer als der restliche Körper. Die Tiere sind oberseits olivbraun mit rostroten Markierungen. Die Bauchseite ist rosafarben bis sandfarbig. Die Augen sind von einem engen Band schwarzer Haut umgeben. Der Schwanz ist dick, jedoch weniger buschig als bei anderen Arten der Gattung; die Unterseite ist rötlicher als die Oberseite.

## Verbreitung
Das Borneo-Kleinsthörnchen kommt auf dem größten Teil der Insel Borneo in den malaiischen Bundesstaaten Sarawak und Sabah einschließlich der vorgelagerten Insel Pulau Banggi, dem Sultanat Brunei sowie dem indonesischen Kalimantan vor. Die Höhenverbreitung reicht in Sarawak bis maximal 1700 Metern, meistens leben die Tiere jedoch in den Ebenen.

## Lebensweise
Über die Lebensweise des Borneo-Kleinsthörnchens liegen nur wenige Angaben vor. Es lebt vor allem in den Dipterocarpaceen-Wäldern des Tieflands, kommt jedoch auch in alten Einschlägen vor. Es lebt vor allem an Baumstämmen mittelhoher Bäume, häufig in mehr als 12 Metern Höhe und ernährt sich hauptsächlich von Pflanzenteilen und kleinen Insekten. Die Futtersuche findet am Stamm und zwischen Ranken statt. Das Nest ist klein und rund, eines wurde in etwa einem Meter Höhe zwischen den Wurzeln eines umgefallenen Baumes dokumentiert. Die Weibchen haben einen nachgeburtlichen Eisprung und können zeitgleich tragend und laktierend sein.

## Systematik
Das Borneo-Kleinsthörnchen wird als eigenständige Art innerhalb der Gattung der Asiatischen Zwerghörnchen (Exilisciurus) eingeordnet, die aus drei Arten besteht. Die wissenschaftliche Erstbeschreibung stammt von Salomon Müller aus dem Jahr 1838, der die Art anhand von Individuen aus dem Becken des Kapuas im indonesischen Kalimantan, Regierungsbezirk Tanah Laut, beschrieb.
Innerhalb der Art werden zwei Unterarten unterschieden:
- Exilisciurus exilis exilis Nominatform, auf Borneo
- Exilisciurus exilis retectus auf der Insel Pulau Banggi. Die Unterart ist einfarbiger auf der Rückenseite und mehr cremeweiß auf der Bauchseite.

## Status, Bedrohung und Schutz
Das Borneo-Kleinsthörnchen wird von der International Union for Conservation of Nature and Natural Resources (IUCN) aufgrund unzureichender Daten nicht in eine Gefährdungskategorie eingeordnet (data deficient).

## Belege
1. 1 2 3 4 5  Richard W. Thorington Jr., John L. Koprowski, Michael A. Steele: Squirrels of the World. Johns Hopkins University Press, Baltimore MD 2012; S. 159–160. ISBN 978-1-4214-0469-1
2. 1 2 3  Exilisciurus exilis in der Roten Liste gefährdeter Arten der IUCN 2014.2. Eingestellt von: J.W. Duckworth, E. Meijaard, M. Gumal, 2008. Abgerufen am 26. Dezember 2014.
3. 1 2  Exilisciurus exilis In: Don E. Wilson, DeeAnn M. Reeder (Hrsg.): Mammal Species of the World. A taxonomic and geographic Reference. 2 Bände. 3. Auflage. Johns Hopkins University Press, Baltimore MD 2005, ISBN 0-8018-8221-4.